# Peter Falk (Dirigent)
Peter Gottfried Falk (* 20. April 1937 in Greiz) ist ein deutscher Dirigent.

## Leben und Wirken
Falk legte 1955 das Abitur ab und studierte zunächst Betriebswirtschaft an der Technischen Universität Berlin mit dem Abschloss als Diplomkaufmann. Von 1963 bis 1967 folgte sein Dirigierstudium an der Staatlichen Hochschule für Musik in Berlin, wo er sein Kapellmeisterexamen absolvierte.
Als Studienleiter, später als Erster Kapellmeister, begann Falk seine musikalische Laufbahn am Stadttheater Koblenz und wechselte in der gleichen Funktion 1973 an das Staatstheater am Gärtnerplatz in München. 1977 erhielt er ein Engagement als erster Kapellmeister unter Michael Gielen an die Oper Frankfurt. Als Staatskapellmeister wurde er 1979 Chefdirigent am Staatstheater am Gärtnerplatz.
Seine Berufung zum Professor für die musikalische Leitung der Opernschule der Hochschule für Musik Würzburg erfolgte 1983. Zwei Jahre später übernahm er zudem die Position des Chefdirigenten beim Rundfunkorchester des Hessischen Rundfunks in Frankfurt. Von 1993 bis 2001 war er Chefdirigent des SWR-Rundfunkorchester Kaiserslautern, mit dem ihm bis zur Fusion des Orchesters mit dem Sinfonieorchesters des Saarländischen Rundfunks im Jahr 2007 weiterhin eine enge Zusammenarbeit verband. 1993 wurde ihm von der Stadt Frankfurt der „Harlekin“ als Publikumspreis für besondere künstlerische Leistungen verliehen.
Falk wirkte als Gastdirigent der Sinfonieorchester zahlreicher deutscher Rundfunkanstalten und wurde mehrfach auch ins Ausland verpflichtet, unter anderem nach Österreich, in die Schweiz, nach Belgien, Italien, in die Niederlande, nach China und Korea. Mit den Wiener Symphonikern eröffnete er 1986 die Wiener Festwochen und produzierte mit ihnen 1983 Kiss me Kate bei den Bregenzer Festspielen. Das hr-Rundfunkorchester Frankfurt und die Pepe Lienhard-Band dirigierte Falk bei der Udo-Jürgens-Europatournee mit dem Programm „Open-Air-Symphony“. Diese Produktion wurde auch auf CD und Video eingespielt.
Dem Berliner Kulturleben blieb Falk seit seiner Studienzeit ständig verbunden. So existieren beim SFB zahlreiche Aufnahmen mit dem Studio-Orchester Berlin. Eine langjährige Zusammenarbeit verbindet ihn auch mit dem Rundfunk-Sinfonieorchester Berlin, das er u. a. in mehreren Konzerten im Rahmen der „Open Air Klassik“ im Berliner Hoppegarten dirigierte.
Zudem dirigierte Falk Konzerte und Fernsehproduktionen unter anderem mit Opernstars wie Cecilia Bartoli, Montserrat Caballé, Katia Ricciarelli, Vesselina Kasarova, Helen Donath, Diana Damrau sowie René Kollo, Hermann Prey, Renato Bruson, Wolfgang Brendel, Francisco Araiza, Jonas Kaufmann und Dmitri Hvorostovsky.
Er leitete mehrere Konzerte mit Lucia Aliberti, darunter in München, Hamburg, Frankfurt, Mailand, in der Semperoper Dresden, sowie das Eröffnungskonzert des Classic Open Air Festivals auf dem Gendarmenmarkt in Berlin mit dem Berliner Sinfonie Orchester 2005.
Regelmäßig wird Falk zu CD-Aufnahmen eingeladen. Er produzierte zahlreiche musikalische Gesamtaufnahmen sowie diverse Sängerportraits.